# Bầu cử tổng thống Hàn Quốc 2022
Bầu cử tổng thống Hàn Quốc năm 2022 hoặc Bầu cử tổng thống Hàn Quốc lần thứ 20 (tiếng Hàn: 제20대 대한민국 대통령 선거) diễn ra tại Hàn Quốc vào ngày 9 tháng 3 năm 2022. Đây là cuộc bầu cử tổng thống thứ 8 kể từ phong trào dân chủ hóa. Theo Hiến pháp Hàn Quốc, tổng thống chỉ được giữ một nhiệm kỳ 5 năm duy nhất, điều này đồng nghĩa với việc tổng thống đương nhiệm Moon Jae-in không được phép tái tranh cử nhiệm kỳ thứ 2.